# Gopanahal, Davanagere
Gopanahal là một làng thuộc tehsil Davanagere, huyện Davanagere, bang Karnataka, Ấn Độ.